# Langue d'Angleterre

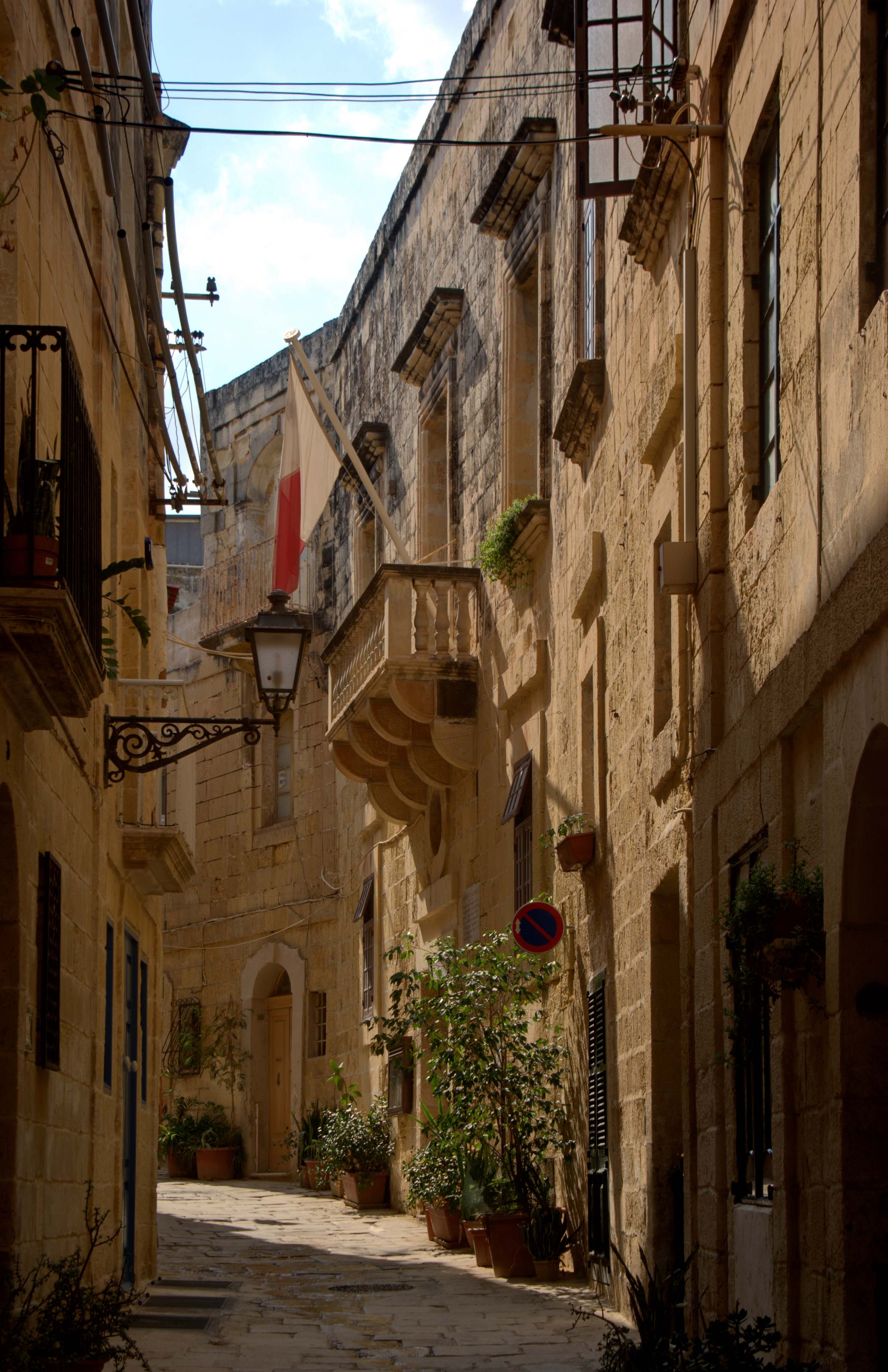
Auberge d'Angleterre à Il-Birgu

La Langue d'Angleterre était, avec celles de Provence, d'Italie, d'Espagne, de France, d'Allemagne et d'Auvergne, l'une des sept premières langues (ou provinces) des Hospitaliers de l'ordre de Saint-Jean de Jérusalem.

## Historique
La Langue d'Angleterre est composée du grand prieuré d'Angleterre créé en 1144 et du grand prieuré d'Irlande créé en 1202. La Langue d'Angleterre sera dissoute en 1540. Elle sera reconstituée en janvier 1781 sous le nom de Langue anglo-bavaroise.

## Grand prieuré d'Angleterre
Le grand prieuré d'Angleterre comprend 59 commanderies réduites à 19 au XVIe siècle.

### Liste des prieurs
- Liste des prieurs (en)

### Liste des commanderies
Au-delà des possessions initiales de l'ordre, se sont rajoutées les anciennes possessions de l'ordre du Temple à la suite de leur dévolution promulguée en 1312 par la bulle Ad providam. Cependant, les Hospitaliers rencontrèrent un certain nombre de difficultés pour entrer en leur possession et on dénombrait encore 16 établissements qui leur échappaient en 1338. Certains d'entre n'ayant jamais pu être récupérés comme la commanderie de Bisham, où se sont installés des chanoines réguliers de saint Augustin, ou encore celle de Denney qui devint un prieuré franciscain.
Dans le nord de l'Angleterre, notamment dans le Yorkshire-et-Humber, l'une de leurs principales commanderies fut celle de Ribston (en) (d'origine templière), à laquelle ils annexèrent d'anciennes commanderies du Temple dont Copmanthorpe (en) et Wetherby (en) devenues alors simples membres. Mais comme mentionné plus haut, certains biens templiers leur échappèrent, notamment les commanderies de Faxfleet, Temple Newsam ou encore Temple Hirst mais cette fois-ci de leur propre initiative. En 1324, ils acceptèrent de les céder au royaume d'Angleterre afin de faciliter l'acquisition des autres biens. Avant la chute des templiers, ils possédaient déjà dans cette région les commanderies de Beverley (à Beverley et qui absorba Westerdale), Feliskirk (Mount St. John, près de Thirsk) et celle de Newland (Newland et Woodhouse Moor), le tout faisant partie d'une baillie dite de York. Parmi les autres possessions templières dévolues aux Hospitaliers, on mentionne également l'ancienne commanderie de Foulbridge à (Foulbridge (en)) mais dont il n'entrèrent en possession qu'en 1359,.
Le prieuré de Clerkenwell (en) était l'un des deux grands prieurés des îles Britanniques mais surtout celui où résidait le prieur de cette langue. Les commanderies situées en Écosse et au Pays de Galles en dépendaient également. Un document relatif aux possessions des différents ecclésiastiques dans le royaume d'Écosse donne un aperçu de celles de l'Ordre avant la fin du XIIIe siècle (1296) mais aussi de celles des Templiers avant leur chute.
| Commanderies et possessions diverses       | Origine                 | Création        | Dévolution  | Observations |
| ------------------------------------------ | ----------------------- | --------------- | ----------- | --- |
| Aslackby                                   | Templiers               | …               | 1324        | mise en fermage au moment de son acquisition par les hospitaliers, puis mentionnée comme baillie et membre de Temple bruer, |
| Baddesley (en)                             | Hospitaliers            | 1355            | …           | Le siège de cette commanderie se trouvait à Godsfield avant 1355. Il incluait les anciennes possessions du Temple dont le manoir de Sotherington (Selborne)                                                                                  |
| Balsall                                    | Templiers               | …               | 1324        | [ 15 ] |
| Barrow Camera (en)                         | Hospitaliers            | XIIe siècle     | …           | annexée à la commanderie de Yeaveley au XVe siècle |
| Battisford                                 | Hospitaliers            | XIIe siècle     | …           | Baillie dont dépendait les villages de Coddenham et Mellis |
| Bosbury (Upleadon, Upleden)                | Templiers               | …               | 1312        | « Temple Court » aujourd'hui, devenue membre de Dinmore (en) à partir de 1410, |
| Beverley                                   | Hospitaliers            | c. 1201         | …           | dont dépendait Westerdale (membre), |
| Carbrooke (en)                             | Hospitaliers            | 1182            | …           | donation de Maud de St. Hilary, comtesse de Clare. On mentionne également une donation précédente aux templiers vers 1173, faite par son époux Roger († 1173) (en)., Commanderie la plus importante au XIVe siècle d'après l'enquête de 1338 |
| Chelsing                                   | Templiers               | …               | 1313        | Manoir et ferme dépendants de la commanderie de Standon |
| Chibburn (en)                              | Hospitaliers            | av. 1205        | …           | , |
| Chippenham (en)                            | Hospitaliers            | 1184            | …           | membre de Carbrooke (en) |
| Clanfield                                  | Hospitaliers            | ?               | …           | Fondation après le XIIIe siècle, mentionnée en 1338. des terres attestées depuis 1279, certaines provenant des templiers |
| Copmanthorpe (en)                          | Templiers               | …               | 1313        | Membre de Ribston (en), |
| Dalby (en)                                 | Hospitaliers            | XIIe siècle     | …           | dont dépendait Heather (en) à partir de 1338 et Rothley |
| Denney                                     | Templiers               | …               | ap. 1338    | |
| Dinmore (en)                               | Hospitaliers            | 1189/90         | …           | incluait les biens de la commanderie de Garway après sa dévolution |
| Eagle (en)                                 | Templiers               | …               | 1324        | , |
| Friar Mayne (en)                           | Hospitaliers            | ?               | …           | [ 32 ] |
| Foulbridge                                 | Templiers               | …               | 1324 (1359) | pourtant dévolue officiellement en 1324, elle passa d'abord entre les mains des Franciscains avant que les Hospitaliers ne la récupère en 1359,                                                                                              |
| Garway                                     | Templiers               | …               | 1324        | Réunie avec Dinmore (en) en 1410, |
| Godsfield                                  | Hospitaliers            | 1207            | …           | supprimée en 1355, intégrée à Baddesley (en) |
| Gosford                                    | Hospitaliers            | 1142            | …           | voir Gosford (en) |
| Great Wilbraham                            | Templiers               | …               | ?           | |
| Greenham (en)                              | Hospitaliers            | 1199            | …           | [ 38 ] |
| Heather (en)                               | Hospitaliers            | XIIe siècle     | …           | a été rattachée à celle de Dalby (en) vers 1338 |
| Lannock                                    | Templiers               | …               | 1324        | Manoir auquel était assigné un chapelain |
| Lincoln                                    | Hospitaliers            | XIIe siècle     | …           | fief hospitalier mentionné en 1257, n’apparaît plus dans l'enquête de 1358 |
| Maltby (en)                                | Templiers (supposé)     | …               | 1313        | fondée c. 1135/54 à partir d'une donation de Ranulf, comte de Chester, L'origine templière est controversée |
| Melchbourne (en)                           | Hospitaliers            | XIIe siècle     | …           | [ 41 ] |
| Minchin Buckland (en)                      | Chanoinesses Augustines | …               | 1199        | Seul établissement féminin de l'ordre en Angleterre |
| Mount St. John (Feliskirk)                 | Hospitaliers            | XIIe siècle     | …           | « Feliskirk » au Nord-est de Thirsk. |
| Newland                                    | Hospitaliers            | 1213            | …           | Voir Newland et Woodhouse Moor,. Unique établissement dans le Yorkshire de l'Ouest |
| Ossington (en)                             | Hospitaliers            | XIIe siècle     | …           | réunie à Newland en 1534, |
| Quenington (en)                            | Hospitaliers            | XIIIe siècle    | …           | cf. Quenington. 1re donation d'Agnes de Lacy |
| Ribston (en)                               | Templiers               | …               | 1313        | commanderie dont Copmanthorpe (en) et Wetherby (en) étaient membres |
| Rothley                                    | Templiers               | …               | 1313        | rattachée à Dalby (en), |
| St-Jean de Jérusalem (Sutton-at-Hone) (en) | Hospitaliers            | 1199            | …           | , |
| Sandford-on-Thames                         | Templiers               | …               | 1324        | N'était plus une commanderie mais une simple « chambre » (Camera), voir Sandford-on-Thames, |
| Shalford (en)                              | Hospitaliers            | fin XIIe siècle | …           | membre de la commanderie de Greenham (en) à partir du XIVe siècle (c. 1338) |
| Skirbeck                                   | Hospitaliers            | XIIe siècle     | …           | réunie à Maltby (en) vers 1386 |
| Slebech                                    | Hospitaliers            | 1161            | …           | voir Slebech, |
| South Witham                               | Templiers               | …               | 1324        | Mise en fermage par les hospitaliers |
| Standon (en)                               | Hospitaliers            | XIIe siècle     | …           | à laquelle fut rattachée l'ancienne commanderie templière de Temple Chelsing, devenue simple ferme, |
| Swinford (en)                              | Hospitaliers            | XIIe siècle     | …           | Membre de la commanderie de Dalby (en) |
| Temple Bruer                               | Templiers               | …               | 1324        | précepteur commun avec Eagle en 1338 |
| Temple Cowley                              | Templiers               | …               | 1324        | N'avait plus le rang de commanderie ni avant la chute des templiers (rattachée à Sandford-on-Thames), ni au temps des Hospitaliers, voir Cowley et Sandford-on-Thames                                                                        |
| Temple Dinsley                             | Templiers               | …               | 1324        | … |
| Templecombe                                | Templiers               | …               | 1324        | [ 61 ] |
| Westerdale                                 | Templiers               | …               | 1313        | Membre de Beverley |
| Wetherby (en)                              | Templiers               | …               | 1313        | Membre de Ribston (en), |
| West Peckham (en)                          | Hospitaliers            | c. 1408         | …           | appelée de nos jours Dukes Place |
| Willoughton (en)                           | Templiers               | …               | 1324        | , |
| Yeaveley (en)                              | Hospitaliers            | 1190            | …           | Barrow Camera (en) fut annexée à cette commanderie |
| …                                          | …                       | …               | …           | … |

### Bailliage de L'Aigle
Le Bailliage de l'Aigle était une dignité de l'ordre correspondant à l'ancienne baillie / commanderie de Eagle (en) dans le Lincolnshire.

## Grand prieuré d'Irlande
Le grand prieuré d'Irlande comprend 18 commanderies

### Liste des prieurs
Pendant le XIVe siècle, les prieurs de Kilmainham ont souvent exercé la fonction de Lord Chancelier d'Irlande, la plus haute fonction judiciaire en Irlande pour cette période.

### Liste des commanderies
Le grand prieuré d'Irlande (Dublin) se trouvait légèrement à l'ouest de l'emplacement de l'Hôpital royal de Kilmainham, construit quant à lui au XVIIe siècle. Des dix-sept commanderies, dix-huit sont connus actuellement, dont on avait connaissance en 1985, sept proviennent des anciennes possessions de l'ordre du Temple. Cette liste comprend également les membres (Camera), possessions dépendantes de ces commanderies mais qui n'en avait ni l'importance ni l'autonomie.
En août 1212, une lettre de confirmation du pape Innocent III énumère les possessions de cet Ordre en Irlande et donne une image précise de celles-ci au début du XIIIe siècle.
| Commanderie                    | Origine        | Création | Dévolution | Observations |
| ------------------------------ | -------------- | -------- | ---------- | --- |
| Any                            | Hospitaliers   | 1216     | …          | Hospital), donation de Geoffrey de Marisco, justiciar d'Irlande en 1215 qui incluait également des terres à Adare.Des biens à Limerick |
| « Athkilthan » (membre)        | Templiers      | …        | 1312       | Ancienne commanderie de l'ordre du Temple devenue membre de ? |
| Ballygaveran (membre)          | Templiers      | …        | 1312       | Église située à Gowran (en) (peut-être la collégiale Sainte-Marie), dont l'appartenance aux templiers puis aux hospitaliers est attestée, |
| Ballyhack                      | Hospitaliers   | av. 1222 | …          | commanderie indépendante jusqu'au XIVe siècle devenu membre de Kilcloggan par la suite |
| Castleboy                      | Hospitaliers   | 1189     | …          | ((ga) : An Caisleán Buí). Sud-Ouest de Cloughey (en), Nord-Est de Portaferry (Ulster), comté de Down (Irlande du Nord). Donation de Hugues de Lacy., Appelée également St. John's in the Ard's ou encore Johnstown                                   |
| Clonaul                        | Templiers      | …        | 1312       | [ 71 ] |
| Clontaf                        | Templiers      | …        | 1312       | [ 71 ] |
| Cooley (membre)                | Templiers      | …        | 1314       | Comté de Louth, péninsule de Cooley. À « Templetown », pointe Sud-Est de cette péninsule. On mentionne également le manoir de « Moreton ». Membres de Kilsaran ?                                                                                     |
| Crook                          | Templiers      | …        | 1312       | [ 71 ] |
| Drogheda (membre)              | Templiers      | …        | 1314       | Comté de Louth, hospice (maison franque, (en) Frank house), membre de Kilsaran ? |
| Drumcree (en) (membre, église) | Hospitaliers ? | 1327     | …          | Seule possession attestée dans le comté de Westmeath. Mentionnée dans une requête de Roger Utlagh (en), prieur d'Irlande en 1327. |
| Kilbarry                       | Templiers      | …        | 1312       | [ 71 ] |
| Kilcloggan                     | Templiers      | …        | 1312       | |
| Kilcork (membre)               | Templiers      | …        | 1312       | Au Nord-Est de Fontstown, membre de Tully |
| Killergy (Killerig)            | Hospitaliers   | ?        | …          | , |
| Killure                        | Templiers      | …        | 1312       | D'origine templière si on suit l'avis de Lennox Barrow.Herbert Wood pensant que ce n'est pas le cas |
| Killybegs                      | Hospitaliers   | ?        | …          | [ 71 ] |
| Kilmainhembeg                  | Hospitaliers   | ?        | …          | proche de Kells. Donation de Walter de Lacy (en), |
| Kilsaran                       | Templiers      | …        | 1314       | Incluait également les anciennes possessions du Temple dans la péninsule de Cooley, à savoir le manoir de « Coly » (Cooley ⇒ Templetown), de « Moreton » ou encore une maison franque (hospice) à Drogheda…,                                         |
| Kilteel                        | Hospitaliers   | ?        | …          | [ 71 ] |
| Kinalekin                      | Chartreux      | …        | 1306       | À priori à l'emplacement de l'Abbaye franciscaine de Kilnalahan qui a pris la suite des hospitaliers, à savoir « Abbey » au Nord-Est de Woodford (en),                                                                                               |
| Mourne                         | Hospitaliers   | ?        | …          | Comté de Cork. Dite aussi monastère de Mona (Ballynamony), voir aussi paroisse de Mourne Abbey (en) |
| Rathbride (membre)             | Templiers      | …        | 1312       | Au Nord-Est de Kildare, membre de Tully |
| Rathmullan (membre)            | Hospitaliers   | ?        | …          | Membre de Castleboy |
| « Rathronan » (membre)         | Hospitaliers   | 1212     | …          | Membre de ?. Comté de Tipperary, au nord de Clonmel proche de Waterford. Ne pas confondre avec « Rathronan » dans le comté de Carlow dont la localisation est incertaine (peut-être à proximité de Leighlinbridge) et qui a appartenu aux templiers. |
| Tully (Kildare)                | Hospitaliers   | 1212     | …          | dite aussi commanderie de Kildare, appelée « Black abbey » de nos jours, |

### Cartes
| Carte au moment de la dissolution de la langue d'Angleterre (1540) |

| Kilmainham Ballyhack Cooley Kilclogan Kilcork Killergy Killybegs Killure Kilmainhembeg Kilsaran Kilteel Clontarf Tully Any Clonaul Crooke Kilbarry Mourne Castleboy |

| Kilmainham Loghnehely Ballygaveran Ballyhack Cooley Drogheda Dunmanoge Fothered Glenmunder Kilclogan Kilcork Killergy Killy · -begs Kilmainhembeg Kilsaran Kilteel Rathbride Clontarf · (Dublin) Tully Any Athmethan Clonaul Crooke Kilbarry Killure Limerick Mourne Castleboy |

Ces cartes illustrent l'évolution des possessions de l'ordre de Saint-Jean de Jérusalem au fil des siècles sur une période allant du XIIIe et XVIe siècles.